# Volker Hinkel
Volker Hinkel (Calw, 21 giugno 1965) è un musicista e cantante tedesco.
Ha iniziato a fare musica nel 1979, per dedicarsi alla chitarra e al piano. Prima del 1991, quando ha fondato i Fool's Garden con Peter Freudenthaler, aveva suonato nei Central Heads, Passion e Magazine. È inoltre un grande fan dei Beatles e degli Oasis.
Durante il 1993 Volker ha anche realizzato il suo primo progetto solista. L'album, intitolato "In The Wake of Thunder", è stato pubblicato nel 1994. Anche Ralf Wochele e Thomas Mangold, vecchi membri dei Fools Garden, vi parteciparono.

Nel 2000 Volker ha prodotto la canzone "Under My Wing" dei Brainstorm, l'album "Hope Garden" di Cae Gauntt e "Sister Moon" dei Mira Kay. È anche apparso come guest star negli album "Sensor" (2003) e "Relocated" (2006) dei Camouflage, oltre a suonare live nei loro concerti.
Nell'agosto 2005 è uscito con il suo secondo album da solista, intitolato "Not A Life-Saving Device", realizzato insieme a Dirk Blümlein e Claus Müller, entrambi attuali membri dei Fools Garden.
Nel 2005 ha prodotto il primo singolo di Yannic Günther "Nowhere", e sta attualmente lavorando come arrangiatore e produttore ad alcuni brani del nuovo album di Daniele Groff.

## Discografia
Hinkel (produzione solista)
- 2009: Heaven And Hell
- 2005: Not A Life-Saving Device
- 1994: In The Wake Of Thunder

Fools Garden
- 2005: Ready For The Real Life
- 2003: 25 Miles To Kissimmee
- 2000: For Sale
- 1997: Go And Ask Peggy For The Principal Thing
- 1995: Dish Of The Day
- 1993: Once In A Blue Moon